# Аркадацький район
Аркадацький район рос. Аркадакский район — муніципальне утворення в Саратовській області. Адміністративний центр району — місто Аркадак. Населення району — 23 954 чол.

## Географія
Розташований на заході Правобережжя, в середній течії річки Хопер на Оксько-Донській рівнині з висотами від 115 до 230 м. Територія району — 2,2 тис. км².

## Історія
Район утворений 23 липня 1928 року в складі Балашовського округу Нижньо-Волзького краю. До його складу увійшла територія колишньої Аркадацької волості Балашовського повіту Саратовської губернії.
З 1934 року район в складі Саратовського краю, з 1936 року — в складі Саратовської області.
З 6 січня 1954 а по 19 листопада 1957 року район входив до складу Балашовської області.
30 вересня 1958 року до складу району увійшли частини територій скасованих Кістендейського і Салтиковського районів.
З 1 січня 2005 року район перетворений в муніципальне утворення Аркадацький муніципальний район.

## Економіка
Район сільськогосподарський, вирощується цукровий буряк, соняшник, зернові. Основні підприємства: державна сільськогосподарська дослідна станція, лікеро-горілчаний завод.

## Пам'ятки
- Заказник, де водяться річкові бобри, хохуля і водоплавні птиці, а в лісах — лосі, зайці.